# Алі Сельмі
Алі Сельмі (фр. Ali Selmi) — туніський футбольний тренер.
Розпочав тренерську кар'єру 1985 року, очоливши тренерський штаб клубу «Олімпік» (Бежа).
На чемпіонаті світу 1998 року входив до очолюваного поляком Генриком Касперчаком тренерського штабу  збірної Тунісу. Після поразок у двох стартових іграх групового етапу від Англії та Колумбії тунісці втратили шанси на вихід до стадії плей-оф, і польського спеціаліста було звільнено ще по ходу змагання. До його завершення очолити національну команду було доручено Сельмі, який керував її діями під час однієї гри — фінального матчу групового турніру, в якому африканська команда зіграла унічию 1:1 зі збірною Румунії, лідером групи, який навпаки гарантував собі вихід до плей-оф незалежно від результатів цього матчу.
На початку 2000-х знову тренував «Олімпік» (Бежа), а також очолював тренерський штаб «Ла-Марси».